# Station Boekhoute
Station Boekhoute was een spoorwegstation langs de spoorlijn spoorlijn 55A (Zelzate - Eeklo) in Boekhoute, een deelgemeente van de gemeente Assenede.
Het stationsgebouw is nog steeds aanwezig en wordt heden ten dage als woonhuis aangewend. Talloze verbouwingen hebben het uitzicht van het pand echter grondig gewijzigd.
Omdat Boekhoute veel noordelijker ligt dan de andere dorpen die spoorlijn 55A aandoet bevond het station zich in werkelijkheid een eindje buiten het dorp teneinde de reistijd Eeklo - Zelzate niet te lang te maken.
0,0: Zelzate ·
4,4: Assenede ·
8,8: Boekhoute ·
11,5: Bassevelde ·
15,4: Kaprijke ·
18,2: Lembeke ·
22,3: Eeklo